# Curtis-Island-Nationalpark
Der Curtis-Island-Nationalpark (engl.: Curtis Island National Park) ist ein Nationalpark im Osten des australischen Bundesstaates Queensland.

## Lage
Er liegt 474 Kilometer nordwestlich von Brisbane, 40 Kilometer südöstlich von Rockhampton und 30 Kilometer nördlich von Gladstone an der Ostküste der gleichnamigen Insel. Der Nationalpark erstreckt sich über die Küstengebiete vom Black Head im Süden bis zum Cape Capricorn im Norden.
In der Nachbarschaft liegen die Nationalparks Wild Cattle Island, Rundle Range, Capricorn Coast  und Capricornia Cays.

## Flora und Fauna
Im Park finden sich Küstenheideland, Küstenregenwald, Sanddünen, Strandwälle und Salztonebenen. Hier ist auch der seltene Riesenstorch (Ephippiorhynchus asiaticus) heimisch.

## Einrichtungen
Im Nationalpark gibt es keine besonderen Einrichtungen für die Touristen, aber wildes Campen ist gestattet.

## Wirtschaft
An der Südspitze der Insel – südlich des Nationalparks – entstanden Tank- und Hafenanlagen zur Verschiffung von Kohleflözgas, auch eine Gasverflüssigungsanlage.